# ゼッコーネ
ゼッコーネ（伊: Zeccone）は、イタリア共和国ロンバルディア州パヴィーア県にある、人口約1,700人の基礎自治体（コムーネ）。

## 地理

### 位置・広がり

#### 隣接コムーネ
隣接するコムーネは以下の通り。
- ボルナスコ
- ジュッサーゴ
- サン・ジェネージオ・エド・ウニーティ

### 気候分類・地震分類
気候分類では、zona E, 2628 GGに分類される。
また、イタリアの地震リスク階級 (it) では、zona 3 (sismicità bassa) に分類される
。